# Fortunata de Moquegua
Santa Fortunata de Moquegua (285, Cesárea de Filipo, Palestina - 302, Cesárea Marítima, Israel)  mártir católica venerada por los fieles de la Iglesia católica. Su nombre significa "afortunada" 

## Biografía
La fecha de nacimiento no está totalmente definida y la ubican entre los años 281 al 287. Se dice que fue hija de una Patricia Romana y tenía tres hermanos: Evaristo, Capronio y Prisciano; los cuatro fueron invitados a participar en una procesión a Júpiter. durante el gobierno de Diocleciano, en la antigua ciudad de Cesárea Marítima, en el actual Israel pero se negaron a participar por lo que fueron torturados, y al último decapitados al negarse a abdicar de su fe.
El martirio consistió primero en someterla al potro, luego al fuego, a las fieras, otros tormentos y por último, Fortunata fue sometida al degollamiento, al igual que a sus hermanos, hecho que ocurrió (según lo plantea un antiguo martirologio romano) el día 14 de octubre, cuando tenía 17 años de edad.
El año de su muerte ha sido tema de discusión siendo ubicado entre el 298 al 304; la más aceptada afirma que su Santa Moquegua murió hacia el año 302,.

## Reliquias
Su festividad es celebrada el 14 de octubre de cada año. Sus reliquias se encuentran actualmente en la Catedral de Moquegua, ubicada en la ciudad de Moquegua, en Perú.
En el siglo VIII el obispo de Nápoles de Campania Esteban II, estableció el culto a Fortunata en el monasterio de san Gaudioso. En el año 986, la iglesia que descansaban los restos de Fortunata fue destruida, y por lo tanto sus reliquias trasladadas, donde el culto a la santa, fue fervoroso y abundante. Junto con su cuerpo fueron traídos los de sus tres mártires hermanos.
Posteriormente el cuerpo fue llevado al cementerio Calepodio en Roma, donde 15 siglos después fue exhumada para ser llevada al Perú. Partió de Cádiz en octubre de 1796, traída por los Misioneros del Colegio de Propaganda Fide de Moquegua. El viaje duró alrededor de dos años, durante los cuales la expedición atravesó diversas paradas, entre ellas: África, Río de Janeiro, Buenos Aires, Córdoba, Tucumán, Potosí, La Paz, Arica, Ilo, y por último, Moquegua.
El 8 de octubre de 1798, el cuerpo de la santa ingresó en el pueblo de Moquegua, donde fue bien recibida por los pobladores, poniéndose un arco y una alfombra de flores para su ingreso a la misma según Tadeo Campo, responsable de los restos de la santa. Contaba el párroco, que, en ciertos destinos, el cuerpo de la santa 'se ponía muy pesado' impidiendo la culminación de su recorrido por la ciudad, sin embargo; en Moquegua sucedió todo lo contrario, y el cuerpo fue 'fácil de movilizar' durante la procesión.

### Dos Fortunatas
Debido a la presencia de otra Fortunata en la localidad de Baucina, en Italia, se ha puesto en duda la veracidad de los restos ubicados en Moquegua, y a la amplia brecha en el tiempo entre el traslado de Santa Fortunata a esta localidad a la llegada de Santa Fortunata de Moquegua a Perú. Una placa fidedigna otorgada por el Vaticano para Fortunata de Baucina reza que la santa fue otorgada a esa localidad en enero de 1790, la de Moquegua señala explícitamente que la santa fue otorgada a la diócesis de dicha ciudad en calidad de 'donada' tres años más tarde, el 5 de enero de 1793. Fortunata de Baucina, murió en Roma a diferencia de la que murió en Palestina.
Las placas señalan que las dos santas fueron encontradas en catacumbas romanas. Lo más posible es que, debido al nombre en común, por siglos se haya confundido a las dos santas hasta 'fusionarlas' en una sola. Sin embargo la historia de Santa Fortunata de Baucina es distinta a la de Moquegua, debido a que la primera no murió en Cesárea Marítima, sino en Roma, y ambas fallecieron en fechas distintas.